# Classificazione dei gruppi semplici finiti
La classificazione dei gruppi finiti semplici, detta anche il teorema enorme, è un risultato che può essere considerato uno dei più significativi teoremi del Novecento, se non addirittura, come affermato dal matematico Daniel Gorenstein, uno dei più importanti risultati della matematica. 
I gruppi finiti semplici sono quelli che non contengono alcun sottogruppo normale proprio (che non possono essere scomposti in gruppi più piccoli); nella teoria dei gruppi finiti ricoprono un ruolo simile a quello dei numeri primi in aritmetica. 
Ogni numero naturale maggiore di 1 può essere scomposto in fattori primi e la fattorizzazione è essenzialmente unica; analogamente, accade per la scomposizione di ogni gruppo finito in gruppi semplici.
Il teorema corrispondente ("di classificazione") mostra che, a meno di isomorfismi, ogni gruppo finito semplice deve appartenere a una tra le seguenti classi:
- gruppo ciclico di ordine primo, cioè un gruppo finito semplice commutativo
- gruppo alterno almeno di quinto grado, cioè il gruppo delle permutazioni pari di un insieme di almeno cinque elementi
- gruppo lineare classico (proiettivo lineare speciale, simplettico, ortogonale o gruppo unitario su un campo finito)
- gruppo di tipo Lie. Includerebbe per esempio il gruppo di Tits.
- gruppi sporadici, che non rientrano in nessuna famiglia particolare e sono 26.

Da alcuni il gruppo di Tits è considerato un gruppo sporadico, perché non è propriamente un gruppo di tipo Lie (in questo caso i gruppi sporadici conosciuti diventerebbero 27).

## I gruppi sporadici
Cinque gruppi sporadici sono stati scoperti da Émile Mathieu attorno al 1860, mentre gli altri 21 sono stati scoperti tra il 1965 e il 1975. L'esistenza di molti di questi gruppi fu ipotizzata prima che i gruppi fossero costruiti effettivamente. Molti di questi gruppi sono stati chiamati con il nome dei matematici che per primi hanno ipotizzato la loro esistenza. La lista dei gruppi è la seguente:
- I gruppi di Mathieu M11, M12, M22, M23, M24.
- I gruppi di Janko J1, J2 o HJ, J3 o HJM, J4.
- I gruppi di Conway Co1, Co2, Co3.
- I gruppi di Fischer Fi22, Fi23, Fi24 o Fi24′.
- Il gruppo di Higman-Sims HS.
- Il gruppo di McLaughlin McL.
- Il gruppo di Held He o F7.
- Il gruppo di Rudvalis Ru.
- Il gruppo sporadico di Suzuki Suz.
- Il gruppo di O'Nan O'N.
- Il gruppo di Harada-Norton HN o F5.
- Il gruppo di Lyons Ly.
- Il gruppo di Thompson Th o F3.
- Il gruppo Baby Mostro B o F2.
- Il gruppo Mostro di Fischer-Griess M o F1 (chiamato in questo modo per il numero enorme dei suoi elementi, dell'ordine di 1054).

Tutte le rappresentazioni matriciali su campi finiti dei gruppi sporadici sono state calcolate, tranne quella del gruppo Mostro.
Dei 26 gruppi sporadici, 20 possono essere considerati come sottogruppi o quozienti di sottogruppi del gruppo Mostro. Le 6 eccezioni sono i gruppi sporadici J1, J3, J4, O'N, Ru e Ly. Questi 6 gruppi sono spesso chiamati gruppi paria.

## La classificazione
I primi passi nella classificazione sono iniziati verso la metà dell'Ottocento, quando Émile Mathieu scoprì i primi cinque gruppi sporadici; ma solo cento anni più tardi è stato trovato un nuovo gruppo sporadico, più precisamente nel 1965, da Zvonimir Janko; in pratica la maggior parte degli studi sulla classificazione sono stati condotti fra il 1950 e il 1980. La classificazione è stata completata nel 1981, quando Simon Norton ha dimostrato l'unicità del Gruppo Mostro, l'enorme gruppo sporadico F1 di Bernd Fischer, che Robert Griess aveva costruito.
A partire da Mathieu, nell'impresa della classificazione dei gruppi finiti semplici si sono impegnati centinaia di matematici; la dimostrazione completa del teorema è distribuita in circa 500 articoli, e riempie quasi 15.000 pagine a stampa.
La strategia vincente per il successo nella dimostrazione del teorema di classificazione è stata delineata nel 1954 da Richard Brauer, e fu successivamente messa in atto, nel corso degli anni Cinquanta del secolo scorso, dai matematici Claude Chevalley, Jacques Tits, Robert Steinberg, Mitsuo Suzuki e Rimhak Ree, ai quali si deve la descrizione sistematica dei gruppi di tipo Lie.
Le ricerche ripresero nella seconda parte degli anni '60, quando Daniel Gorenstein diede vita ad un programma per il completamento della dimostrazione. Da segnalare il fondamentale contributo di Michael Aschbacher per i suoi numerosi e sorprendenti risultati.
Cosa insolita per articoli di carattere matematico, è la notevole lunghezza dei lavori riguardanti il teorema di classificazione: ad esempio, un articolo di John Griggs Thompson, apparso in sei parti tra il 1968 e il 1974, occupa oltre 400 pagine. Inoltre, tra il 1976 e il 1980, circolarono tra i matematici circa 3.000 pagine dattiloscritte di lavori, a volte senza essere state neppure pubblicate. Da ciò si capisce perché la dimostrazione del teorema di classificazione sia difficilmente alla portata di un singolo matematico, e perché si siano avanzati dubbi sulla validità del teorema.
Per questo motivo è stato promosso dallo stesso Gorenstein e da altri matematici un programma di revisione della dimostrazione, per conferire alla dimostrazione un carattere più coerente e convincente che possa uniformare i risultati dei molti matematici che in tempi diversi hanno lavorato al problema della classificazione, e che possa eliminare eventuali errori locali nascosti in qualche articolo, oltre a chiarire delle questioni, legate in particolare alla natura del Gruppo mostro, rimaste ancora aperte. A questo proposito si parla anche di una dimostrazione di seconda generazione. I lavori continuano tuttora.